# NGC 1515
NGC 1515 је спирална галаксија у сазвежђу Златна риба која се налази на NGC листи објеката дубоког неба.
Деклинација објекта је - 54° 6' 0" а ректасцензија 4h 4m 2,1s. Привидна величина (магнитуда) објекта NGC 1515 износи 11,3 а фотографска магнитуда 12,1. Налази се на удаљености од 17,547 милиона парсека од Сунца. NGC 1515 је још познат и под ознакама ESO 156-36, AM 0402-541, IRAS 04028-5414, PGC 14397.